# Kam"janec'-Podil's'kyj
Kam"janec'-Podil's'kyj (in ucraino Кам'янець-Подільський?, in polacco: Kamieniec Podolski, in romeno Camenița, in russo Каменец-Подольский?, Kamenec-Podol'skij, in yiddish קאמענעץ־פאדאלסק) è una città ucraina (96 896 abitanti), nel distretto di Kam"janec'-Podil's'kyj nell'oblast' di Chmel'nyc'kyj. Ospita l'amministrazione del distretto di Kam"janec'-Podil's'kyj e della comunità territoriale di Kam"janec'-Podil's'kyj, una delle comunità territoriali dell'Ucraina.
Fino al 18 luglio 2020 Kam"janec'-Podil's'kyj costituiva una città di rilevanza regionale e fungeva da centro amministrativo del distretto di Kam"janec'-Podil's'kyj, sebbene non appartenesse al distretto. Come parte della riforma amministrativa dell'Ucraina, che ha ridotto a tre il numero di distretti dell'Oblast' di Chmel'nyc'kyj, la città è stata integrata nel distretto di Kam"janec'-Podil's'kyj.

## Geografia
Kam"janec'-Podil's'kyj sorge su un'ansa rocciosa formata dal fiume Smotryč, nella parte occidentale della regione storica della Podolia. La città è situata nel sud dell'oblast' di Chmel'nyc'kyj, a 101 km a sud-ovest del capoluogo Chmel'nyc'kyj.

## Storia
Nel 1699, in base alle clausole del trattato di Karlowitz, la città fu restituita ai polacco-lituani che ne ingrandirono la fortezza, diventata la principale del paese. Con la seconda spartizione della Polonia del 1793, Kam"janec'-Podil's'kyj fu annessa all'Impero russo e fu dichiarata capoluogo del neo-costituito governatorato di Podolia.
Durante la prima guerra mondiale, nel 1915, fu occupata dalle truppe austro-ungariche. Nel corso della guerra sovietico-ucraina del 1919-1920 funse da capitale provvisoria della Repubblica Popolare Ucraina dopo la conquista di Kiev da parte dell'Armata Rossa.
Durante la seconda guerra mondiale, tra il 27 e il 28 agosto 1941, furono assassinati nei dintorni di Kam"janec'-Podil's'kyj circa 23 600 ebrei: in gran parte ebrei apolidi sottratti alla protezione cecoslovacca ed espulsi dallo Stato ungherese, più qualche migliaio di ebrei residenti nella zona. La fucilazione di massa fu sovraintesa dal generale Friedrich Jeckeln, Höherer SS- und Polizeiführer per la Russia meridionale (attuale Ucraina).
Nel marzo 1944 nell'area della città venne combattuta la drammatica battaglia di Kam'janec'-Podil's'kyj tra le truppe sovietiche dell'Armata Rossa e la forze tedesche della 1. Panzerarmee che erano state accerchiate in una grande sacca; i combattimenti si conclusero con la vittoria sovietica. Tuttavia i tedeschi riuscirono a sfuggire all'accerchiamento e a ritirarsi in salvo.

## Monumenti e luoghi d'interesse
- Castello di Kam"janec'-Podil's'kyj, con nove torri, costruito nel XVI secolo, è una delle fortificazioni meglio conservate dell'Ucraina.
- Cattedrale dei Santi Pietro e Paolo, della seconda metà del XVII secolo;
- Monastero domenicano
- Municipio, il più antico di tutta l'Ucraina, costruito nel XIV secolo;